# Sonnenjoch
Le Sonnenjoch est une montagne qui s’élève à 2 292 m d’altitude dans les Alpes de Kitzbühel, en Autriche.